# Dialeurolobus pulcher
Dialeurolobus pulcher là một loài côn trùng cánh nửa trong họ Aleyrodidae, phân họ Aleyrodinae.
Dialeurolobus pulcher được Danzig miêu tả khoa học đầu tiên năm 1964.